# Goszów

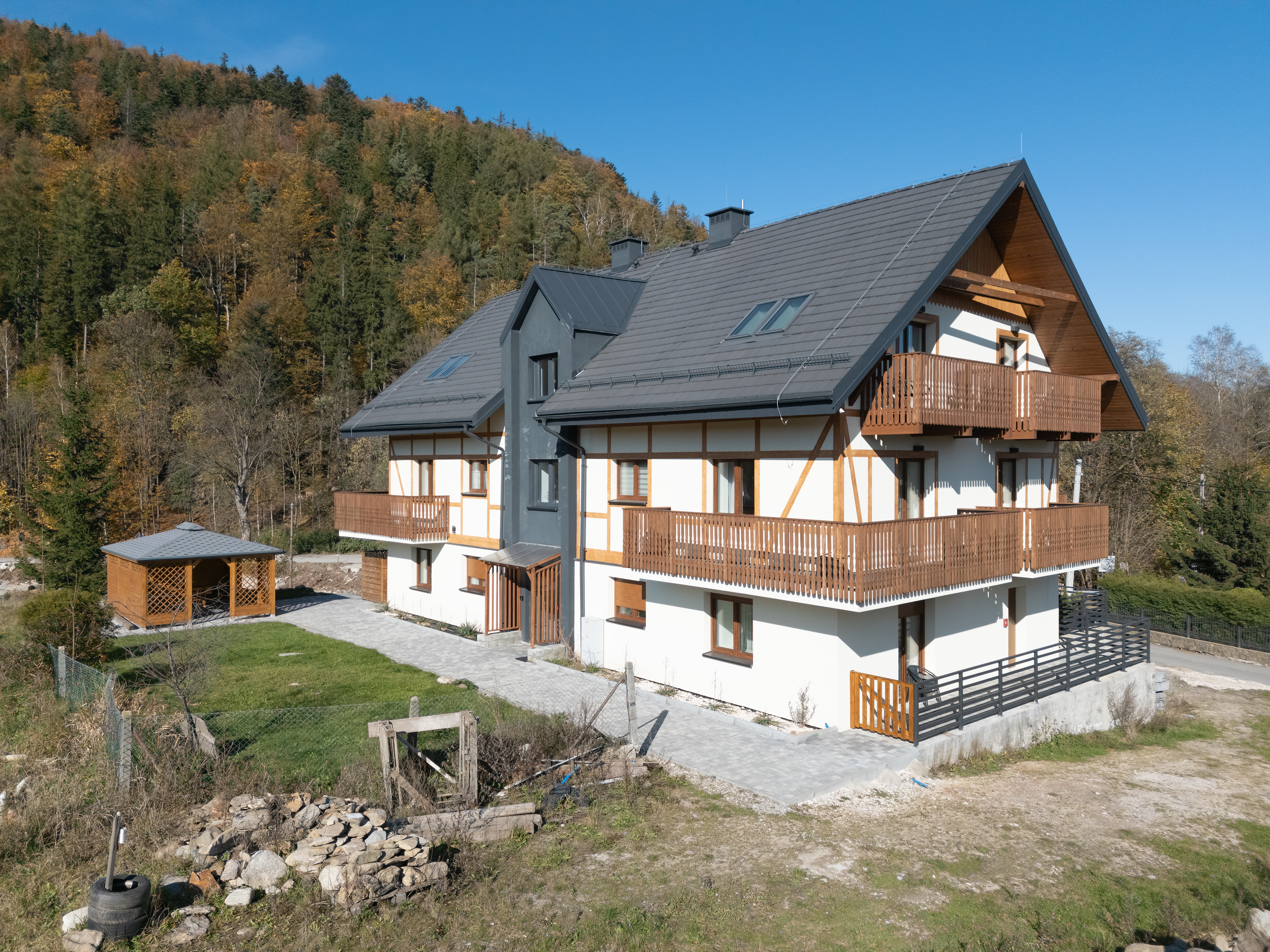
Dom nr 17 w Goszowie

Goszów (niem. Gompersdorf) – wieś w Polsce położona w województwie dolnośląskim, w powiecie kłodzkim, w gminie Stronie Śląskie nad Białą Ladecką, we wschodniej części Ziemi Kłodzkiej.

## Położenie
Goszów to wieś łańcuchowa leżąca wzdłuż Białej Lądeckiej, pomiędzy Stroniem Śląskim a Starym Gierałtowem, u stóp Sowiej Kopy w Górach Złotych i Łyśca w Górach Bialskich, na wysokości około 490–530 m n.p.m.

## Podział administracyjny
W latach 1975–1998 miejscowość administracyjnie należała do województwa wałbrzyskiego.

## Historia
Pierwsze wzmianki na temat wsi pochodzą z 1347 roku. W okresie od XV do XVII wieku powstała tu kopalnia i kuźnia. W 1838 roku Goszów kupiła Marianna Orańska, była to wtedy jedna z większych wsi w okolicy. W tym okresie w miejscowości istniały 83 budynki, 2 młyny wodne, tartak i wytwórnia oleju. Wieś była wtedy popularnym letniskiem, odwiedzanym w drodze do Puszczy Jaworowej. Do rozwoju wsi przyczyniło się sąsiedztwo zbudowanej w 1864 roku huty szkła.
Po 1945 roku Goszów zachował swój rolniczy charakter, przez pewien czas w sąsiedztwie miejscowości funkcjonował kamieniołom na zboczu Sowiej Kopy. Tworząc w 1967 r. miasto Stronie Śląskie najniższą część wsi włączono do miasta. W 1978 roku były tu 33 gospodarstwa, a w 1992 było ich 27. 

## Szlaki turystyczne
Przez Goszów przechodzi szlak turystyczny:
- żółty, ze Stronia Śląskiego, przez Czernicę, do Bielic.